# OREL
ORELはウクライナでaviation space rocket complex (AKRK)によって計画された空中発射式人工衛星打ち上げシステムでおよそ1トンのペイロードを高度200から700kmの軌道に投入する能力を有する。開発にはユージュノエ設計局、ユージュマシュ、O・K・アントーノウ記念航空科学技術複合体等が参加する。
現在のところ、開発状況は各メンバーによって初期的な段階で各自の得意分野を持ち寄っている状態である。
20世紀の半ば以降、先進的な航空防衛システムを構築してきた。これらの複合体の一つにORELという名称がつけられた。シミュレーションによってORELは低軌道(200kmから700km)へおよそ1トンの通信衛星や生物学や軍事衛星のペイロードを投入する能力を有する見込みである。
このような低軌道用の宇宙機(SC)の需要は大きい。現在、全体のおよそ82%がこのような衛星である。低軌道は地球表面の調査(撮影と観測)に使用される。これは世界的な潮流である。そしてウクライナはこの用途において現在でも先進的な国である。

## 計画
長年、ユージュノエは(Space Clipper、SvityazとORELのような)ウクライナの外の公海上の航空機から発射する宇宙ロケットの開発を行ってきた。
1989年から1991年にかけてSpace Clipperの概念的な設計が実施された。それはソビエト連邦の崩壊により完成しなかった。ソビエトの崩壊後、資金難により、Space Clipperの開発は停止した。
その結果、1996年初頭にユージュマシュとASTCアントノフによって実質的にSpace Clipperの後継であるAKRKORELの開発が開始した。
2005年に"Methods of assessing the effects of fluctuations in fuel oil on the dynamic properties of aerospace systems based on performance dampers oscillations" のAKRKの段階が理論的に望まれた。2008年に複数のAKRKの理論的な制御の調査が実施された。この計画はウクライナに宇宙への自由で独立した輸送手段をもたらす。同様に宇宙開発の過程で蓄積された高度技術は産業分野への波及が期待される。2010年に計画は概念検討の段階へ進んだ。

## 設計
これは2段式空中発射打ち上げ機である。1段目は既存のO・K・アントーノウ記念航空科学技術複合体AN-124 ("ルスラーン")が使用される予定である。2段目はユージュマシュによって輸送機の胴体上に載せられて、そこから発射する予定である。
ウクライナのAKRKORELの初期の段階では使い捨ての航空機を使用する予定だった。将来は宇宙へ行って地球へ帰還する再使用型宇宙機になる予定である。シャトルとブランとは異なり、打ち上げ機は外国の航空母艦ではなく、胴体の中部から打ち上げられる予定である。世界中でこのような科学的で技術的な方法は無い。この軌道への打ち上げ方法は複数の固有の利点を有する。この空気力学的に改良されたAKRKの方法は全体的に高度の安全性とより最適化された技術と経済性、高度なステルス能力により(真の科学と商業と軍事用途)軍民両方に利用できる。

## 展望
私達は地上から打ち上げる多段式ロケットを使用した場合、1回につき1000万ドルかかる事を知っている。外国の空中発射による科学と技術計画のペイロードの打ち上げ計画("ペガサス", "HOTOL", "ゼンガー", "Boatmen", "DOLLAR" と "MAX-T")では15から30百万ドルが予定される。打ち上げ費用は(アメリカと欧州)50から(日本から)150百万ドルである。
国際的な航空宇宙会議でAKRKは低軌道へ1トンのペイロードを3から5百万ドルで投入する見通しであることを発表した。AKRKORELは既にこの要素を満たす。そして打ち上げ回数が増えれば費用はおよそ2から3百万ドルになることが想定される。しかしながら、国際的な宇宙機関はどの事例でも7.5%以上低くならないことを共同で決めた事に留意して欲しい。さらに国際的な政府間の調整が必要とされる。
AKRK’’OREL’’の開発はウクライナに高価な発射基地を設置せずにミサイル産業から航空産業まですべてに雇用をもたらす。1982年に提案された多目的航空宇宙システム(DOLLAR)の科学と技術計画はウクライナ製の航空機An-225 ("Dream")とロシア製の(m. Moscow) NGO "Lightning."で構成されるものだった。
これに限らず、複数の国でAn-225のようなウクライナ製航空機に関連した航空機発射式衛星打ち上げシステムの概念がある。